# Ayrton (brano musicale)
Ayrton prodotta da Mauro Malavasi che cura gli arrangiamenti. è una canzone di Paolo Montevecchi, prima traccia dell'album Canzoni (1996) di Lucio Dalla.
Il pezzo, che in origine era intitolato Il Circo, è dedicato al celebre pilota brasiliano di F1 Ayrton Senna scomparso in seguito a un incidente avvenuto durante il Gran Premio di San Marino 1994.
Il testo è scritto in prima persona. La canzone parte con un leggero rombo di motore che si ripeterà diverse volte come sottofondo. L'accompagnamento si basa sul pianoforte per quasi tutto il tempo; nella parte centrale interviene un violino.  Il finale, più forte e aggressivo, è caratterizzato da un assolo di Ricky Portera alla chitarra elettrica, seguito dal rombo di motore che si allontana fino a scomparire lasciando spazio, negli ultimi secondi, a battiti cardiaci già sentiti a metà del brano, dopo le parole "e io ho chiuso gli occhi"; le parole conclusive "e io adesso chiudo gli occhi" introducono invece l'assolo.

## Formazione
- Lucio Dalla - voce, pianoforte, clarinetto

- Mauro Malavasi - tastiera, programmazione, cori

- Leo Z - tastiera,

- Roberto Costa - basso

- Giovanni Pezzoli - batteria

- Bruno Mariani, Ricky Portera, Daniele Zanini - chitarra
Produzione
  - Mauro Malavasi – produzione, mixaggio, mastering